# Notti birmane
Notti birmane (Moon Over Burma) è un film del 1940 diretto da Louis King e interpretato da Dorothy Lamour.